# Fulton Theatre
Le Fulton Theatre était un théâtre de Broadway situé au 210 West 46e Rue à Manhattan, New York. Ouvert en 1911, il est rebaptisé Helen Hayes Theatre en 1955. Après que l'ancien Little Theatre de la 44e Rue est devenu l'actuel Hayes Theatre, le Fulton Theatre était parfois appelé le First Helen Hayes Theatre.
Comme d'autres théâtres environnants, il a été démoli en 1982.

## Histoire
Construit par les architectes Herts & Tallant pour Henry B. Harris et Jesse Lasky, il est inauguré le 27 avril 1911 sous le nom de « Folies-Bergère » comme dîner-théâtre (Dinner theatre (en)) de vaudeville. Le bâtiment présentait trois peintures murales et une palette de couleurs réalisées par le principal artiste muraliste américain William de Leftwich Dodge. Mae West, alors âgée de dix-huit ans, y fut découverte par le New York Times lors de ses débuts à Broadway le 22 septembre 1911,. Fermé à cette époque, le théâtre rouvre le 20 octobre 1911 sous le nom de Fulton Theatre, et devient une salle de théâtre ordinaire. Il fut dirigé par Abraham L. Erlanger de 1921 à sa mort en 1930.
En 1955, le théâtre est rebaptisé Helen Hayes Theatre en l'honneur de la célèbre actrice Helen Hayes et rouvre ses portes sous ce nom le 21 novembre.
En 1982, le théâtre est démoli, ainsi que les théâtres Morosco, Astor et Gaiety, pour faire place à l'hôtel Marriott Marquis, qui abrite le Marquis Theatre. Certaines parties du théâtre Helen Hayes ont été récupérées avant la démolition et ont été utilisées pour construire The Shakespeare Center (en), siège de la Riverside Shakespeare Company (en) dans l' Upper West Side.
Comme Helen Hayes vivait encore au moment de la démolition du théâtre qui portait son nom, il fut décidé de renommer le Little Theatre voisin, situé au 240 West 44e Rue, en son honneur.
Outre Mae West, le Fulton a accueilli l'acteur anglais Robert Morley dans le rôle-titre de la pièce Oscar Wilde de Leslie et Sewell Stokes en 1938. La pièce a été jouée pendant 247 représentations et son succès a lancé la carrière de Morley en tant qu'acteur de théâtre des deux côtés de l'Atlantique.
Audrey Hepburn a joué dans Gigi de Gilbert Miller (en) à partir du 24 novembre 1951, qui a connu 219 représentations.

Détail des moulures du plafond.
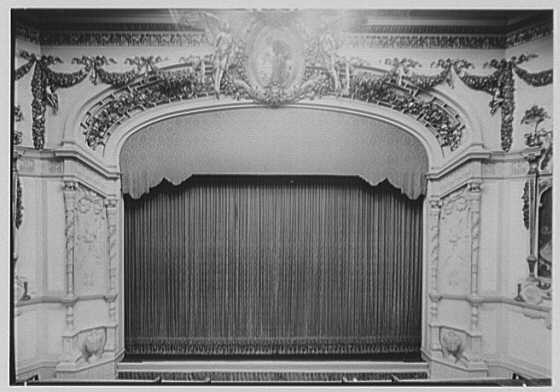
Scène.
Salle du théâtre.